# Marjana Schostak
Marjana Schostak (ukrainisch Мар'яна Шостак, engl. Transkription Maryana Shostak; * 24. Oktober 2000 in Lwiw) ist eine ukrainische Sprinterin, die sich auf den 400-Meter-Lauf spezialisiert hat.

## Sportliche Laufbahn
Erste internationale Erfahrungen sammelte Marjana Schostak im Jahr 2017, als sie bei den U18-Weltmeisterschaften in Nairobi mit 57,52 s in der ersten Runde im 400-Meter-Lauf ausschied und mit der ukrainischen Mixed-Staffel über 4-mal 400 Meter in 3:28,14 min den fünften Platz belegte. Im Jahr darauf schied sie bei den U20-Weltmeisterschaften in Tampere mit 1:01,26 min in der Vorrunde im 400-Meter-Hürdenlauf aus und kam mit der Frauenstaffel über 4-mal 400 Meter mit 3:44,74 min ebenfalls nicht über den Vorlauf hinaus. 2019 siegte sie bei den U20-Balkan-Hallenmeisterschaften in Istanbul in 55,65 s über 400 Meter und sicherte sich mit der Staffel in 3:49,81 min die Silbermedaille. Im Juli schied sie bei den U20-Europameisterschaften in Borås mit 61,05 s im Halbfinale über 400 Meter Hürden aus und verpasste mit der Staffel mit 3:41,13 min den Finaleinzug. 2021 schied sie bei den U23-Europameisterschaften in Tallinn mit 54,39 s im Semifinale über 400 Meter aus und kam mit der Staffel mit 3:37,00 min nicht über den Vorlauf hinaus. 2021 zog sie für ein Studium in die Vereinigten Staaten. Bei den World Athletics Relays 2024 in Nassau wurde sie in 3:33,43 min Fünfte im C-Lauf über 4-mal 400 Meter in der 2. Qualifikationsrunde für die Olympischen Spiele. Anschließend siegte sie bei den Balkan-Meisterschaften in Izmir in 52,73 min über 400 Meter sowie in 3:31,36 min auch im Staffelbewerb. Kurz darauf schied sie bei den Europameisterschaften in Rom mit 51,99 s im Halbfinale über 400 Meter aus und verpasste mit der Staffel mit 3:27,59 min den Finaleinzug. Im August schied sie bei den Olympischen Sommerspielen in Paris mit 3:15,51 min im Vorlauf der Mixed-Staffel aus.
2025 wurde sie bei der 1. Liga der Team-Europameisterschaft in Madrid in 3:16,18 min Vierte im B-Lauf in der Mixed-Staffel über 4-mal 400 Meter. Anschließend schied sie bei den World University Games in Bochum mit 52,95 s im Halbfinale über 400 Meter aus.
2024 wurde Schostak ukrainische Meisterin im 400-Meter-Lauf sowie 2021 und 2024 in der 4-mal-400-Meter-Staffel.

## Persönliche Bestzeiten
- 400 Meter: 51,99 s, 9. Juni 2024 in Rom
  - 400 Meter (Halle): 52,87 s, 16. Februar 2024 in Fayetteville
- 400 m Hürden: 59,32 s, 23. Juni 2019 in Kropywnyzkyj